# Maslog
Maslog est une localité de la province du Samar oriental, aux Philippines. En 2015, elle compte 5 407 habitants.